# Best of Us
Best of Us (englisch für „Das Beste von uns“) ist ein Wohltätigkeitslied des Musikprojektes Wier, einem Zusammenschluss von 18 Musikern überwiegend aus dem deutschsprachigen Raum.

## Entstehung und Artwork
Geschrieben wurde das Lied von den teilnehmenden Interpreten Joris (Joris Buchholz), Lotte (Charlotte Rezbach) und Nico Santos (Nico Wellenbrink) sowie von den Autoren Steven Bashir, Simon Müller-Lerch (Sera Finale), Pascal Reinhardt (Kalli) und Joe Walter. Die Produktion erfolgte durch die Zusammenarbeit von Kalli und Stephan Moritz, wobei letzterer für die Gesangsproduktion und Kalli für die Musikproduktion verantwortlich war. Abgemischt wurde das Stück eigens durch Kalli. Das Mastering erfolgte unter der Leitung des Berliner Tontechnikers Lex Barkey.
Auf dem Frontcover der Single ist – neben den Künstlerangaben und dem Liedtitel – ein Radio vor einem himmelblauen Hintergrund zu sehen. Am oberen Rand des Covers befinden sich, in alphabetischer Reihenfolge der Vornamen, alle teilnehmenden Interpreten. In der Mitte ist der Projektname sowie der Liedtitel angeordnet. Am unteren Rand des Covers befindet sich das gelbfarbene Radio. Das Artwork stammt vom Berliner Unternehmen Orangener Vorhang.

## Veröffentlichung und Promotion
Die Erstveröffentlichung von Best of Us erfolgte als Download und Streaming am 25. Juni 2020. Die Veröffentlichung erfolgte als Einzeltrack durch das Berliner Musiklabel Mokoh Music. Verlegt wurde das Stück durch BMG Rights Management, Budde Music, Edition Finale Grande, J.B. Publishing, den Joe Walter Musikverlag, Sony/ATV Music Publishing sowie Universal Music Publishing.

## Hintergrund
Das Projekt „Wier“ wurde von der deutschen Radiolandschaft sowie der deutschen Radiozentrale initiiert und ging bei über 100 Radiostationen am 26. Juni 2020 auf Sendung. Der Projektname setzt sich zusammen aus dem deutschen Wort „wir“ und der englischen Entsprechung „we“. Die deutsch-englische Zusammensetzung des Projektnamens wurde mit dem Hintergrund, dass der Liedtext ebenfalls in beiden Sprachen geschrieben wurde, gewählt. Zudem soll der Name ein Zeichen für die Vielfältigkeit, die sich auch in der Auswahl der Interpreten widerspiegelt, sein. Beteiligt sind 18 Musiker, die im deutschsprachigen Raum beheimatet sind, unterschiedlichen Geschlechts, Sprache oder ethnischer Herkunft. Alle Einnahmen kommen, abzüglich der Produktionskosten, der Sozialorganisation Aktion Mensch sowie der entwicklungspolitischen Organisation Viva con Agua zugute.
Grit Leithäuser, Geschäftsführerin der Radiozentrale, beschrieb den Einsatz aller Beteiligten an diesem Projekt als „enorm“. Es sei außergewöhnlich zu sehen, dass der Zusammenhalt, für den das Lied steht, von allen gelebt werde. Das sei ein tolles Zeichen, das Mut mache und das Stück mit Leben fülle. Die Initiatoren seien davon überzeugt, dass man mit dem Lied ein positives Signal an alle aussenden würde, die für kulturelle Vielfalt und die Gemeinschaft in bewegten Zeiten einstünden. So facettenreich wie die Hörer und Hörerinnen sei auch die Radiolandschaft. Insofern sei sie begeistert, dass Best of Us auf allen Ebenen das „Wir“ feiere und das Projekt ein gemeinsames Signal der Zuversicht sende. Die Idee, diese Zuversicht durch ein Lied auszudrücken, sei für die Initiatoren ein konsequenter Schritt gewesen, weil Musik ein bedeutender Teil von Radio sei.
Im Jahr 2022 wurde mit Better Days eine weitere Single im Rahmen des Projekts veröffentlicht.

## Inhalt
Der Liedtext zu Best of Us ist bilingual in deutscher und englischer Sprache verfasst. Der Titel bedeutet ins Deutsche übersetzt so viel wie „Das Beste von uns“. Die Musik wurde von Steven Bashir, Kalli, Nico Santos und Joe Walter komponiert; der Text von allen Komponisten sowie Joris, Lotte und Sera Finale geschrieben. Der englischsprachige Text stammt dabei von Bashir, Kalli, Santos und Walter, der deutschsprachige von Joris, Lotte und Sera Finale. Musikalisch bewegt sich das Lied im Bereich der Popmusik. Das Tempo beträgt 80 Schläge pro Minute. Die Tonart ist Des-Dur. Inhaltlich geht es in dem Stück um das Füreinander einstehen. Das Lied richtet sich an den Menschen in all seinen Facetten und das nicht als Einzelperson, sondern an den Menschen als Teil der Gesellschaft. Die Kernbotschaft des Stücks ist der Zusammenhalt, das „wir“ statt „ich“.
Aufgebaut ist das Lied auf zwei Strophen, einem Refrain und einer Bridge. Die Zeilen werden überwiegend abwechselnd von den verschiedenen Interpreten gesungen. Das Stück beginnt mit der ersten Strophe, die komplett auf Englisch gehalten ist. Die Interpretation der Strophe erfolgt, der Reihe nach sortiert, durch folgende Künstler: Justin Jesso, Nico Santos, Milow, Ilira, Stefanie Heinzmann und Bibi Bourelly. Im Begleitgesang sind darüber hinaus zusätzlich Ilira und Santos zu hören. Auf die erste Strophe folgt zunächst als Einleitung zum Refrain ein sogenannter „Pre-Chorus“, der ebenfalls komplett auf Englisch ist und durch Kelvin Jones, Santos, Ilira, Bourelly und Jesso interpretiert wird. Im eigentlichen Refrain sind der Reihe nach die Stimmen von Lotte, Heinzmann, Milow, Conor Byrne, Glasperlenspiel, Christina Stürmer, Sasha, Alexa Feser und Philipp Dittberner zu hören. Sasha hört man darüber hinaus gegen Ende des Refrains im Hintergrund. Der Refrain ist etwa zur Hälfte auf Deutsch und Englisch verfasst. Die zweite Strophe ist im Gegensatz zur Ersten komplett auf Deutsch und wird der Reihe nach von Lotte, Annett Louisan, Glasperlenspiel, Santos, Sasha, Kayef und Dittberner gesungen. Auf die zweite Strophe folgte wie schon auf die erste der Pre-Chorus und der Refrain. Der Pre-Chorus wird hierbei von Kayef, Feser, Dittberner und Stürmer interpretiert. Im Hintergrund sind die Stimmen von Joel Brandenstein, Feser, Glasperlenspiel, Louisan, Sasha. Der Refrain stammt diesmal von Byrne, Santos, Bourelly, Jesso, Stürmer, Jones, Kayef, Brandenstein, Louisan, Ilira und Lotte. Der zweite Refrain klingt mit einem sogenannten „Post Chorus“ aus, der sich lediglich aus einem sich wiederholenden „Ohh-ohh, ohh-ohh-ohh“ und „The best of us“ zusammensetzt. Die Interpretation stammt von Santos, Milow und Heinzmann. Als Zwischenstück folgt auf den Post-Chorus eine Bridge, die als einziger Teil von einer Person am Stück gesungen wird. Der Vierzeiler wird durch Joris besungen. An die Bridge schließt sich zum dritten und letzten Mal der Refrain an, dieser stammt von Milow, Jones, Jesso, Santos, Lotte, Byrne, Sasha, Joris, Glasperlenspiel, Kayef, Feser, Louisan, Brandenstein und Dittberner. Im Hintergrund sind die Stimmen von Jesso, Heinzmann und Bourelly zu hören. Nach dem dritten Refrain endet das Lied schließlich mit dem Post-Chorus von Glasperlenspiel, Jesso, Sasha, Santos und Lotte.
| „Never get the high without the low. – Lotte It’s gonna be alright ’cause still I know. – Stefanie Heinzmann Even in the night we get to show. – Milow The best of us, the best of us. – Conor Byrne Keiner steht alleine irgendwo. – Glasperlenspiel Kein Weg ist zu weit und nichts zu hoch. – Christina Stürmer Jeder von uns zeigt doch sowieso. – Sasha The best of us. – Alexa Feser The best of us. – Philipp Dittberner“ – Refrain, Originalauszug | „Es gibt kein Hoch ohne das Tief. Alles wird gut, denn ich weiß es noch immer. Auch in der Nacht können wir es zeigen. Das Beste von uns, das Beste von uns. Keiner steht alleine irgendwo. Kein Weg ist zu weit und nichts zu hoch. Jeder von uns zeigt doch sowieso. Das Beste von uns. Das Beste von uns.“ – Refrain, Übersetzung |

## Musikvideo
Das Musikvideo zu Best of Us feierte am 4. September 2020 seine Premiere auf der Videoplattform YouTube. Es zeigt im ständigen Wechsel eine Collage der jeweils aktuellen Interpreten, die sich aufgrund der zu diesem Zeitpunkt anhaltenden COVID-19-Pandemie in Deutschland selbst von zu Hause aus oder aus ihren Proberäumen beim Singen des Stücks gefilmt haben. Die Gesamtlänge des Videos beträgt 3:40 Minuten. Bis August 2025 zählte das Video über 2,3 Millionen Aufrufe bei YouTube.

## Mitwirkende
Liedproduktion
- Lex Barkey: Mastering
- Steven Bashir: Komponist, Liedtexter
- Bibi Bourelly: Begleitgesang, Gesang
- Joel Brandenstein: Begleitgesang, Gesang
- Joris Buchholz (Joris): Gesang, Liedtexter
- Conor Byrne: Gesang
- Philipp Dittberner: Gesang
- Alexa Feser: Begleitgesang, Gesang
- Glasperlenspiel: Begleitgesang, Gesang
- Stefanie Heinzmann: Begleitgesang, Gesang
- Ilira: Begleitgesang, Gesang
- Justin Jesso: Begleitgesang, Gesang
- Kelvin Jones: Gesang
- Kayef: Gesang
- Annett Louisan: Begleitgesang, Gesang
- Milow: Gesang
- Stephan Moritz: Musikproduzent
- Simon Müller-Lerch (Sera Finale): Liedtexter
- Pascal Reinhardt (Kalli): Abmischung, Komponist, Liedtexter, Musikproduzent
- Charlotte Rezbach (Lotte): Gesang, Liedtexter
- Sasha: Begleitgesang, Gesang
- Christina Stürmer: Gesang
- Joe Walter: Komponist, Liedtexter
- Nico Wellenbrink (Nico Santos): Begleitgesang, Gesang, Komponist, Liedtexter

Unternehmen
- BMG Rights Management: Verlag
- Budde Music: Verlag
- Edition Finale Grande: Verlag
- J.B. Publishing: Verlag
- Joe Walter Musikverlag: Verlag
- Mokoh Music: Musiklabel
- Orangener Vorhang: Artwork (Cover)
- Sony/ATV Music Publishing: Verlag
- Universal Music Publishing: Verlag

## Kommerzieller Erfolg

### Chartplatzierungen
Best of Us verfehlte zunächst den Einstieg in die offiziellen Singlecharts und platzierte sich unregelmäßig über Monate in den deutschen Single-Trend-Charts. Dort erreichte die Single unter anderem die Spitzenposition am 18. September 2020 sowie am 25. September 2020, womit die Single nur knapp den Einstieg in die Single Top 100 verfehlte. In der Folgewoche erreichte die Single, drei Monate nach ihrer Erstveröffentlichung, erstmals die offiziellen deutschen Singlecharts und verzeichnete am 30. Oktober 2020 mit Rang 78 ihre höchste Notierung. In den deutschen Airplaycharts erreichte die Single mit Rang 20 seine höchste Chartnotierung in der KW 35/2020. Des Weiteren erreichte Best of Us Rang 36 der deutschen Downloadcharts am 18. September 2020 sowie Rang 80 der deutschen Streamingcharts am 23. Oktober 2020. Darüber hinaus konnte sich die Single mehrere Wochen in den deutschen iTunes-Tagesauswertungen platzieren und erreichte mit Position acht seine höchste Chartnotierung am 27. Juni 2020. In den deutschen Airplay-Jahrescharts belegte Best of Us Rang 70.
| ChartsChartplatzierungen | Höchstplatzierung | Wochen |
| ------------------------ | ----------------- | ------ |
| Deutschland (GfK)        | 78 (8 Wo.)        | 8      |

### Auszeichnungen für Musikverkäufe
Am 11. April 2022 wurde Best of Us in Deutschland mit einer Goldenen Schallplatte für über 200.000 verkaufte Einheiten ausgezeichnet.
| Land/Region        | Auszeichnungen für Musikverkäufe (Land/Region, Auszeichnung, Verkäufe) | Verkäufe |
| ------------------ | ---------------------------------------------------------------------- | -------- |
| Deutschland (BVMI) | Gold                                                                   | 200.000  |
| Insgesamt          | 1× Gold ·                                                              | 200.000  |